# Álex Fernández
Álex Fernández (Madrid, 1992. október 15. –) spanyol korosztályos válogatott labdarúgó, a Cádiz középpályása.

## Pályafutása

### Klubcsapatokban
Fernández a spanyol fővárosban, Madridban született. Az ifjúsági pályafutását a Complutense és az Alcalá csapatában kezdte, majd a Real Madrid akadémiájánál folytatta.
2010-ben mutatkozott be a Real Madrid tartalékkeretében. 2013-ban az első osztályú Espanyol szerződtette. A 2014–15-ös szezon második felében a horvát Rijeka, míg a 2015–16-os szezonban az angol Reading csapatát erősítette kölcsönben. 2016-ban az Elchéhez igazolt. 2017. augusztus 7-én szerződést kötött a Cádiz együttesével. Először a 2017. augusztus 19-ei, Córdoba ellen 2–1-re megnyert mérkőzés 52. percében, Salvi cseréjeként lépett pályára. Első ligagólját 2017. november 25-én, a Valladolid ellen hazai pályán 1–0-ás győzelemmel zárult találkozón szerezte meg.

### A válogatottban
Fernández az U17-es, az U18-as, az U19-es és U20-as korosztályú válogatottakban is képviselte Spanyolországot.

## Statisztikák
2023. március 3. szerint
| Klub                 | Szezon   | Osztály          | Bajnokság | Bajnokság | Kupa és Ligakupa | Kupa és Ligakupa | Nemzetközi | Nemzetközi | Összesen | Összesen |
| Klub                 | Szezon   | Osztály          | Meccs     | Gól       | Meccs            | Gól              | Meccs      | Gól        | Meccs    | Gól      |
| -------------------- | -------- | ---------------- | --------- | --------- | ---------------- | ---------------- | ---------- | ---------- | -------- | -------- |
| Real Madrid          | 2010–11  | La Liga          | 1         | 0         | 0                | 0                | —          | —          | 1        | 0        |
| Real Madrid          | 2012–13  | La Liga          | 0         | 0         | 1                | 0                | —          | —          | 1        | 0        |
| Real Madrid          | Összesen | Összesen         | 1         | 0         | 1                | 0                | 0          | 0          | 2        | 0        |
| Espanyol             | 2013–14  | La Liga          | 24        | 0         | 6                | 0                | —          | —          | 30       | 0        |
| Espanyol             | 2014–15  | La Liga          | 5         | 0         | 2                | 0                | —          | —          | 7        | 0        |
| Espanyol             | Összesen | Összesen         | 29        | 0         | 8                | 0                | 0          | 0          | 37       | 0        |
| Rijeka (kölcsönben)  | 2014–15  | 1. HNL           | 9         | 2         | 0                | 0                | —          | —          | 9        | 2        |
| Reading (kölcsönben) | 2015–16  | Championship     | 8         | 0         | 2                | 1                | —          | —          | 10       | 1        |
| Elche                | 2016–17  | Segunda División | 34        | 3         | 2                | 0                | —          | —          | 36       | 3        |
| Cádiz                | 2017–18  | Segunda División | 37        | 3         | 5                | 1                | —          | —          | 42       | 4        |
| Cádiz                | 2018–19  | Segunda División | 40        | 6         | 3                | 0                | —          | —          | 43       | 6        |
| Cádiz                | 2019–20  | Segunda División | 41        | 13        | 1                | 0                | —          | —          | 42       | 13       |
| Cádiz                | 2020–21  | La Liga          | 25        | 4         | 1                | 0                | —          | —          | 26       | 4        |
| Cádiz                | 2021–22  | La Liga          | 32        | 3         | 3                | 0                | —          | —          | 35       | 3        |
| Cádiz                | 2022–23  | La Liga          | 22        | 3         | 0                | 0                | —          | —          | 22       | 3        |
| Cádiz                | Összesen | Összesen         | 197       | 32        | 13               | 1                | 0          | 0          | 210      | 33       |
| Összesen             | Összesen | Összesen         | 278       | 37        | 26               | 2                | 0          | 0          | 304      | 39       |

## Sikerei, díjai
Spanyol U19-es válogatott
- U19-es labdarúgó-Európa-bajnokság
  - Győztes (1): 2011

Cádiz
- Segunda División
  - Feljutó (1): 2019–20